# Murray-Schneefeld
Das Murray-Schneefeld ist ein Schneefeld auf der Insel Südgeorgien. Es liegt 3 km südlich der Possession Bay.
Teilnehmer der Zweiten Deutschen Antarktisexpedition (1911–1912) unter der Leitung Wilhelm Filchners benannten einen vorgeblich in die Possession Bay mündenden Gletscher als John-Murray-Gletscher. Bei den Untersuchungen des South Georgia Survey konnte zwischen 1955 und 1956 ein solcher Gletscher nicht identifiziert werden. Daher wurde die Benennung auf das hier beschriebene Schneefeld übertragen. Namensgeber ist der britische Ozeanograph John Murray (1841–1914).